# Seznam estonskih filmskih režiserjev
Seznam estonskih filmskih režiserjev.

## I
- Arvo Iho (1949)

## K
- Grigori Kromanov (1926-1984)
- Valentin Kuik (1943)
- Mati Kütt (1947)

## L
- Leida Laius (1923-1996)
- Kalle Lasn (1942) (estonsko-kanadski)

## M
- Rein Maran (1931)
- Lennart Meri (1929-2006)

## N
- Olav Neuland (1947-2005)
- Elmo Nüganen (1962)

## O
- Arko Okk (1967)

## P
- Priit Pärn (1946) (animator)
- Mati Põldre (1936)

## R
- Lauri Randla (1981)

## S
- Enn Säde (1938)
- Peeter Simm (1953)

## U
- Riho Unt (1956)

## V
- Erle Veber (1979)
- Hardi Volmer (1957)